# 兵庫県道216号仁豊野停車場線
兵庫県道216号仁豊野停車場線（ひょうごけんどう216ごう にぶのていしゃじょうせん）は、兵庫県姫路市を通る一般県道である。

## 概要
JR西日本播但線 仁豊野駅前から国道312号交点に至る。

### 路線データ
- 起点：姫路市仁豊野（JR西日本播但線 仁豊野駅前）
- 終点：姫路市仁豊野（国道312号交点）
- 総延長：79 m

## 地理

### 通過する自治体
- 兵庫県
  - 姫路市

### 交差する道路
| 交差する道路 | 交差する場所 | 交差する場所 |
| ------------ | ------------ | ------------ |
| 国道312号    | 仁豊野       | 終点         |

### 沿線
- JR西日本播但線 仁豊野駅